# Гебраїзм (суспільний рух)
Гебраїзм (громадський рух) — рух єврейської громадськості, що висувала як єдину мову євреїв давньоєврейську мову та заперечувало можливість будівництва національної культури на базі якої-небудь іншої мови.
Одним із засновників гебраїзму є Еліезер Бен-Єгуда, зусиллями якого іврит був відроджений як розмовна мова в Ізраїлі.
Прихильники гебраїзму називаються гебраїстами — однак використання слова ускладнюється його іншим значенням: фахівці в галузі вивчення івриту.